# McDonnell Douglas DC-10
McDonnell Douglas DC-10 je americký třímotorový širokotrupý dopravní letoun vyráběný společností McDonnell Douglas. Je vybaven dvěma dvouproudovými motory zavěšenými pod křídly a třetím motorem umístěným na svislé ocasní ploše. DC-10 byl navržen jako nástupce typu DC-8 pro lety na střední a velké vzdálenosti s využitím větší kapacity širokotrupé konfigurace, která umožnila až 380 míst pro cestující a výkonnějších motorů. Jde o poslední letadlo z řady Douglas Commercials (DC) a McDonnell Douglas se tímto modelem zařadil k výrobcům velkokapacitních dopravních letadel. Lockheed v tomto také viděl ideální příležitost pro opětovný návrat na trh komerčních letadel s velmi podobným typem L-1011 TriStar. Ačkoli byl L-1011 technologicky vyspělejší, DC-10 v prodeji L-1011 překonal díky své nižší ceně a dřívějšímu vstupu na trh.
Původní model DC-10–10 byl design pro „domácí“ trh s typickým doletem 3 800 mil (6100 km) ve dvoutřídovém uspořádání. Verze -15 měla výkonnější motory pro provoz na letištích ve vyšší nadmořské výšce nebo s výrazně vyššími teplotami. Modely -30 a -40 byly „mezinárodní“ verze s prodlouženým doletem až do 6 220 mil (10 010 km) a třetí hlavní podvozkovou nohou pro možnost vyšších vzletových hmotností. Také byla navržena verze -50 s ještě větším doletem pro British Airways, ale k výrobě nakonec nedošlo. Verze pro tankování paliva za letu KC-10 Extender byla založena na modelu -30. Výroba DC-10 skončila v roce 1989 ve prospěch MD-11, kdy bylo leteckým společnostem dodáno 386 ks DC-10 a 60 ks KC-10 americkému letectvu.
V počátku svého provozu měl DC-10 slabou bezpečnostní pověst, obzvláště kvůli konstrukční chybě nákladových dveří. Pověsti neprospěla ani havárie letu American Airlines č. 191, která zůstává nejsmrtelnější leteckou nehodou ve Spojených státech. Po této havárii FAA v červnu 1979 zrušila DC-10 typový certifikát, který všechny americké DC-10 dočasně uzemnil. V srpnu 1983 McDonnell Douglas oznámil, že skončí výrobu modelu DC-10 a citoval nedostatek objednávek. Letecký průmysl se v té době shodoval, že DC-10 měl horší pověst kvůli spotřebě paliva a celkovou bezpečnost. Navzdory počátečním obtížím si nakonec DC-10 nashromáždily dobré bezpečnostní výsledky, konstrukční nedostatky byly napraveny a počet hodin letadlové flotily se zvýšil – v roce 2008 byl srovnatelný s podobnými dopravními proudovými letouny druhé generace.
DC-10 byl následován typem McDonnell Douglas MD-11, v zásadě prodloužené verzi DC-10 s některými změnami v konstrukci a větším doletem. Boeing, který se v roce 1997 s firmou McDonnell Douglas spojil, provedl modernizační program, kdy mnoho DC-10 v provozu dostalo skleněný kokpit a eliminoval pozici letového inženýra. Modernizovaná letadla byla nově označena jako MD-10. Poslední komerční osobní let DC-10 se uskutečnil v únoru 2014, ačkoli nákladní verze nadále létají. Největším provozovatelem DC-10 je americká nákladní letecká společnost FedEx Express. Přes popularitu letadel je k vidění pouze několik kusů DC-10, zatímco ostatní vysloužilá letadla jsou různě odstavena a uskladněna. MD-10 jsou také používány pro speciální služby, jako je Orbis International Flying Eye Hospital, s prostorem k provádění oční chirurgie.

## Varianty
- DC-10-10 (122 ks)
- DC-10-10CF (9 ks)
- DC-10-15 (7 ks)
- DC-10-20
- DC-10-30 (164 ks)
- DC-10-30CF (26 ks)
- DC-10-30ER (6 ks)
- DC-10-30F (10 ks)
- DC-10-40 (42 ks)

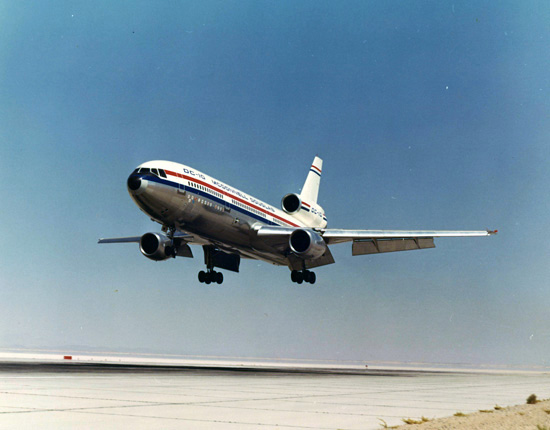
Prototyp DC-10 během testů

- KC-10A Extender (60 ks), první vzlet 12. června 1980. Pohonnou jednotku tvoří motory GE CF6-50C2 o tahu 233,6 kN.
- KDC-10 (3 ks)
- MD-10
- 10 Tanker

## Specifikace

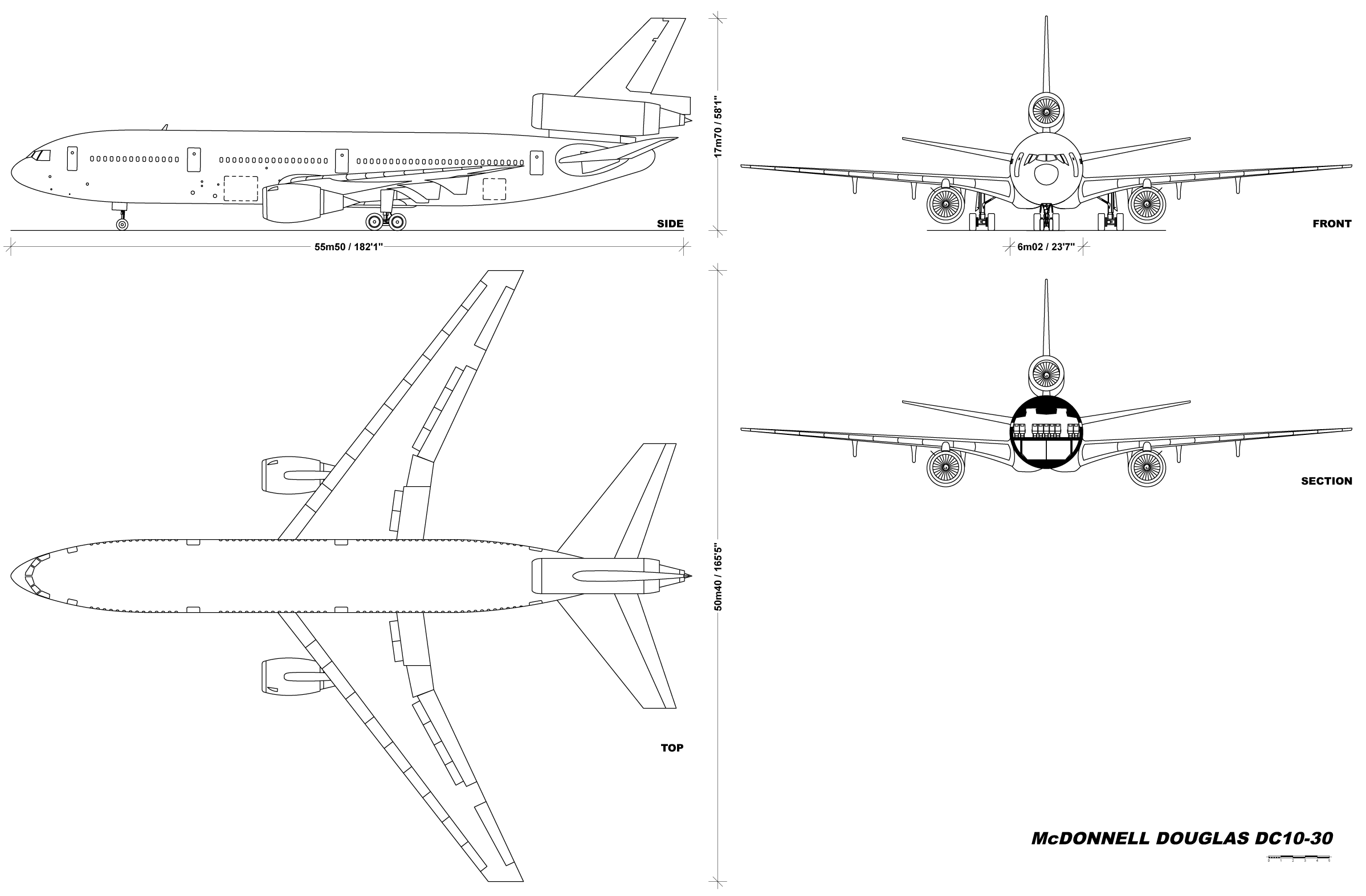
Nákres DC-10-30

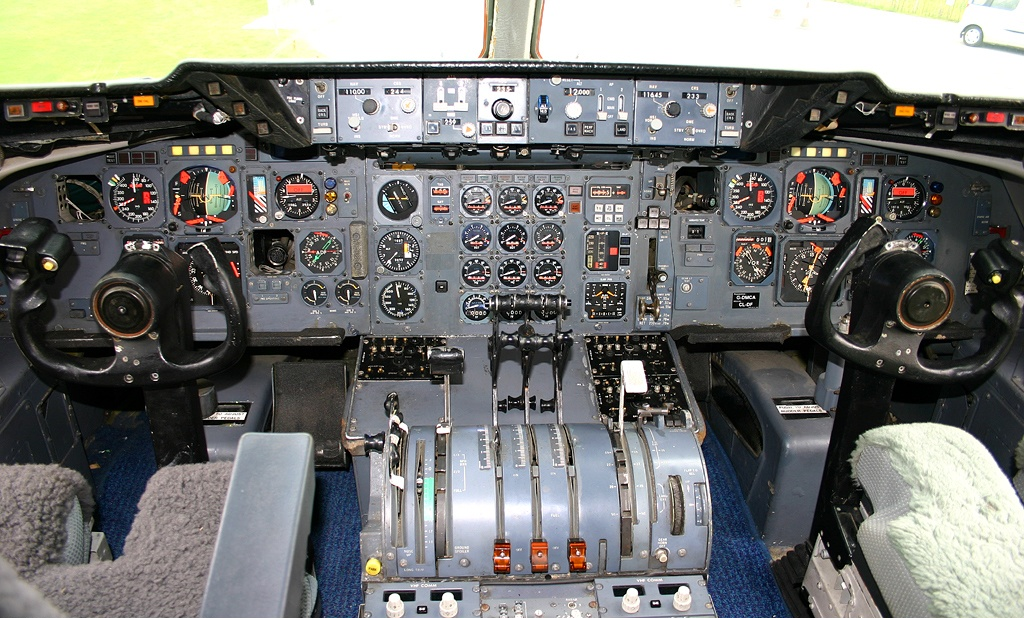
Přístroje letounu DC-10-30

| Varianta                              | -10                                                                    | -30                                                                    | -40                                                                    |                                                                        |
| ------------------------------------- | ---------------------------------------------------------------------- | ---------------------------------------------------------------------- | ---------------------------------------------------------------------- | ---------------------------------------------------------------------- |
| Posádka kokpitu                       | Tři                                                                    | Tři                                                                    | Tři                                                                    |                                                                        |
| Míst k sezení                         | 270 (222Y po 8 vedle sebe @ 34" + 48J po 6 vedle sebe @ 38")           | 270 (222Y po 8 vedle sebe @ 34" + 48J po 6 vedle sebe @ 38")           | 270 (222Y po 8 vedle sebe @ 34" + 48J po 6 vedle sebe @ 38")           |                                                                        |
| Max. sezení                           | 399Y (po 10 vedle sebe @ rozteč 29-34"), FAA exit limit: 380           | 399Y (po 10 vedle sebe @ rozteč 29-34"), FAA exit limit: 380           | 399Y (po 10 vedle sebe @ rozteč 29-34"), FAA exit limit: 380           |                                                                        |
| Cargo                                 | 26 LD3, hl. paluba: 22 88×125″ nebo 30 palet 88x108″                   | 26 LD3, hl. paluba: 22 88×125″ nebo 30 palet 88x108″                   | 26 LD3, hl. paluba: 22 88×125″ nebo 30 palet 88x108″                   |                                                                        |
| Délka                                 | 182 ft 3,1 in / 55,55 m                                                | 181 ft 7,2 in / 55,35 m                                                | 182 ft 2,6 in / 55,54 m                                                |                                                                        |
| Výška                                 | 57 ft 6 in / 17,53 m                                                   | 57 ft 7 in / 17,55 m                                                   | 57 ft 7 in / 17,55 m                                                   |                                                                        |
| Rozpětí                               | 155 ft 4 in / 47,35 m                                                  | 165 ft 4 in / 50,39 m                                                  | 165 ft 4 in / 50,39 m                                                  |                                                                        |
| Nosná plocha                          | 3 550 square feet (330 m2)                                             | 3 647 square feet (338,8 m2)                                           | 3 647 square feet (338,8 m2)                                           |                                                                        |
| Šířka                                 | 19 ft 9 in (6,02 m) trup, 224 inches (569 cm) interiér                 | 19 ft 9 in (6,02 m) trup, 224 inches (569 cm) interiér                 | 19 ft 9 in (6,02 m) trup, 224 inches (569 cm) interiér                 |                                                                        |
| OEW (pax)                             | 240 171 lb / 108 940 kg                                                | 266 191 lb / 120 742 kg                                                | 270 213 lb / 122 567 kg                                                |                                                                        |
| MTOW                                  | 430 000 lb / 195 045 kg                                                | 555 000 lb / 251 744 kg                                                | 555 000 lb / 251 744 kg                                                |                                                                        |
| Max. užitečné zatížení                | 94 829 lb / 43 014 kg                                                  | 101 809 lb / 46 180 kg                                                 | 97 787 lb 44 356 kg                                                    |                                                                        |
| Kapacita paliva                       | 21 762 US gal / 82 376 L                                               | 36 652 US gal / 137 509 L                                              | 36 652 US gal / 137 509 L                                              |                                                                        |
| Motory ×3                             | GE CF6-6D                                                              | GE CF6-50C                                                             | PW JT9D-59A                                                            |                                                                        |
| Tah ×3                                | 40 000 lbf / 177,92 kN                                                 | 51 000 lbf / 226,85 kN                                                 | 53 000 lbf / 235,74 kN                                                 |                                                                        |
| Cestovní rychlost                     | Mach 0,82 (473 kn; 876 km/h) typical, Mach 0,88 (507 kn; 940 km/h) MMo | Mach 0,82 (473 kn; 876 km/h) typical, Mach 0,88 (507 kn; 940 km/h) MMo | Mach 0,82 (473 kn; 876 km/h) typical, Mach 0,88 (507 kn; 940 km/h) MMo | Mach 0,82 (473 kn; 876 km/h) typical, Mach 0,88 (507 kn; 940 km/h) MMo |
| Dolet (M0.82, 270 pax @ 205 lb každý) | 3,500 námořních mil (6,482 km)                                         | 5,200 námořních mil (9,630 km)                                         | 5,100 námořních mil (9,445 km)                                         |                                                                        |
| Vzlet (MTOW, SL, ISA)                 | 9 000 stop (2 700 m)                                                   | 10 500 stop (3 200 m)                                                  | 9 500 stop (2 900 m)                                                   |                                                                        |
| Dostup                                | 42 000 ft (12 800 m)                                                   | 42 000 ft (12 800 m)                                                   | 42 000 ft (12 800 m)                                                   |                                                                        |

## Dřívější uživatelé
- Aerocancun (2)
- AeroPeru (4)
- AeroLyon (3)
- Aeromexico (6)
- Aerowings (1)
- Africa One (1)
- African Safari Airways (2)
- Air Afrique (4)
- Air Algérie (2)
- Air Europe Italy (1)
- Air Florida (5)
- Air France (5)
- Air Gulf Falcon (1)
- Air Hawaii (2)
- Air Liberté (5)
- Air Mali (1)
- Air Martinique (1)
- Air New Zealand (8)
- Air Outre Mer (3)
- Air Panama (3)
- Air Pacific (1)
- Air Siam (1)
- Air Tchad (2)
- Air Zaire (2)
- AirLib (12)
- Airtours International Airways (5)
- Alitalia (8)
- Aloha Pacific (1)
- American Airlines (66)
- American Trans Air (2)
- AOM French Airlines (15)
- Ariana Afghan Airlines (1)
- Astra Airlines (1)
- AvCom Commercial Aviation (1)
- Avensa (3)
- Balair (1)
- Birgenair (1)
- Biman banglasdesh (2 – ještě v provozu)
- Bogazici (2)
- BrasMex Cargo (1)
- British Airways (8)
- British Caledonian (10)
- British Caledonian Charter (2)
- Cal-Air (3)
- Caledonian Airways (8)
- Cameroon Airlines (1)
- Canadian Airlines (17)
- Canadian Pacific Airlines (16)
- Capitol Air (5)
- Cargo Lion (1)
- ChallengAir (3)
- Condor (5)
- Continental Airlines (49)
- Continental Micronesia (6)
- Corsair (2)
- Delta Air Lines (15)
- Dominicana (3)
- Eastern Air Lines (3)
- Ecuatoriana (1)
- Electra Airlines (3)
- Emery Worldwide (6)
- European Airlift (2)
- Excalibur Airways (1)
- Express One International (3)
- Finnair (5)
- Garuda Indonesia (28)
- Ghana Airways (7)
- Harlequin Air (2)
- Hawaiian Airlines (25)
- Iberia (13)
- International Red Cross (1)
- JAT Jugoslovenski Aero Transport – Jat Airways (7)
- JALways (3)
- Japan Airlines (20)
- Japan Air Charter (4)
- Japan Air System (2)
- Japan Asia Airways (8)
- Jet Charter Service (2)
- JMC Airlines (2)
- Kenya Airways (1)
- Key Airlines (1)
- KLM Royal Dutch Airlines (11)
- Korean Air (6)
- Kras Air (2)
- Kuwait Airways (1)
- Laker Airways (11)
- Laker Airways (USA) (4)
- LAN Chile (5)
- Leisure Air (5)
- Lineas Aereas Paraguayas (3)
- Linhas Aereas de Mocambique (1)
- LOT – Polish Airlines (3)
- Lufthansa (3)
- Malaysia Airlines (25)
- Mandala Airlines (1)
- Martinair Holland (5)
- Mexicana (7)
- Minerve (3)
- Monarch Airlines (1)
- MyTravel Airways (4)
- National Airlines (NA) (16)
- Nigeria Airways (8)
- Northwest Airlines (46)
- Novair International Airways (3)
- Okada Air (2)
- Overseas National Airways (5)
- Pacific East Air (1)
- Pakistan International Airlines (5)
- Pan American World Airways (16)
- Philippine Airlines (6)
- PLUNA (1)
- Premiair (5)
- Qantas (1)
- Sabena (13)
- Santa Barbara Airlines (2)
- Saudi Arabian Airlines (3)
- Scanair (7)
- Scandinavian Airlines System (12)
- Scibe Airlift Zaire (2)
- Shabair (3)
- Servicios de Transportes Aéreos Fueguinos (1)
- Singapore Airlines (7)
- Skyjet (6)
- Skyjet Brasil (1)
- Skyservice USA (2)
- Sobelair (2)
- Spantax (5)
- Sudan Airways (1)
- Sun Country Airlines (15)
- Swissair (14)
- TAESA (3)
- Taino Airways (1)
- TAROM (1)
- Thai Airways International (9)
- The Hawaii Express (2)
- Transaero (3)
- Transamerica (3)
- Trans International Airlines (3)
- Transmile Air Services (2)
- TranStar Airlines (1)
- Tunisair (3)
- Turkish Airlines (4)
- United Airlines (58)
- UTA (7)
- Varig (16)
- VASP (7)
- VIASA (10)
- Virgin Express (1)
- Wardair Canada (3)
- Western Airlines (14)
- Zambia Airways (2)

## Nehody a incidenty
- Let American Airlines 191
- Federal Expres 705
- Let United Airlines 232
- Let Turkish Airlines 981